# Decaimento do ato administrativo
Decaimento ou caducidade do ato administrativo, em Direito, é o fenômeno jurídico que extingue um ato administrativo (autorização, licença) quando surge uma nova lei que proíba ou torne inadmissível uma atividade antes permitida. Tal extinção não é automática. O decaimento só ocorre quando o ato administrativo não for protegido pelo direito adquirido.
O tema é de conhecimento da doutrina europeia que o chama de ab-rogação (Santi Romano, Guicciardi, Virga, Jean Rivero) ou invalidez sucessiva (Zanobini), reconhecendo sua diferença em relação à revogação e anulação do ato administrativo. No direito latino-americano, o decaimento é tratado com maior atenção pelo uruguaio Sayagués Lasso e Hugo Olguin Juarez.
No direito brasileiro, referem-se ao tema Celso Antônio Bandeira de Mello ), Regis Fernandes de Oliveira e Antonio Carlos Cintra do Amaral. Especificamente sobre o tema e a necessidade de abordá–lo em conjunto com o tema de direito administrativo encontram-se as obras de Márcio Cammarosano e Fábio Mauro de Medeiros.
Embora as situações de extinção do ato administrativo e de prevalência do direito adquirido devam ser analisadas diante do caso concreto, a nova doutrina tenta esboçar situações necessárias de ocorrência de decaimento e situações de prevalência do direito adquirido.